# هيام يارد
هيام يارد(ولدت عام 1975 في بيروت) هي كاتبة لبنانية، تلقت العديد من الجوائز على منشوراتها. كما أنشئت الرابطة الثقافية «مركز القلم اللبناني» في عام 2012، وهي رئيسته الحالية.

## حياتها
ولدت هيام في عام 1975 في الطبقة المتوسطة المسيحية، ودرست علم الاجتماع في جامعة القديس يوسف في بيروت. وقد نشرت لأول مرة مجموعة من الشعر «انعكاسات القمر» في عام 2013، وحصلت على الميدالية الذهبية للألعاب الفرانكوفونية في عام 2004، ونشرت المجموعة الثانية تحت عنوان «الجروح المائية» في عام 2001. وقد أدى نشر مجموعاتها إلى حصولها على جوائز ودعوات عديدة لمهرجانات شعرية، ولا سيما في كندا والبرتغال والمكسيك والسويد. وشاركت أيضا في العديد من الأمسيات الأدبية في بلدان عدة وكانت الفائزة في بورصة DUCA6  التي منحتها أكاديمية اللغة الفرنسية في عام 2007. وتميزت أعمالها بالتركيز على المسائل المتعلقة بالحرية  والاتحاد وكذلك التقاليد والنفاق المجتمعي. وحصلت يارد في 2007 على جائزة فرنسا-لبنان الأدبية من قبل رابطة الكتاب الناطقين بالفرنسية (ADELF) لروايتها خزانة الظلال, منشورات سابين وسبيسر.

## مركز القلم اللبناني
هيام يارد هي مؤسسة ورئيسة «مركز القلم اللبناني». واسم المركز مأخوذ من "PEN" بالإنجليزية التي تعني «القلم». وهي تلخص المهن المختلفة المرتبطة بالكتابة من شعراء، أعمال مسرحية، المحررون والروائيون، ويضم الفريق عدداً كبيراً من الروائيين والشعراء والعلماء والصحفيين اللبنانيين. ويعرف المعهد الدولي للقلم بمركز القلم في لبنان. وقبل الاعتراف بها كانت هناك منظمة أخرى هي «نادي القلم اللبناني» الذي أسسته كاميل أبو سو والمرتبطة أيضاً بالمنظمة الدولية. وقد بدأت هيام بهذا المركز بعد مناقشتها مع يوجين شولغين التي عبرت عن الرغبة في السماح للأدب بأن يكون أكثر حرية في مواجهة الرقابة وأي شكل من اشكال الخوف.

## الأعمال
- تاملات من القمر، بيروت عام 2001.[12]
- خزانه الظلال، باريس عام2006.[13]
- اللعنة، فرنساعام 2012.
- جماليات الافتراس، مونتريال عام 2013.[14]
- كل شيء هلوسة، باريس «الأدب الفرنسي» عام2016.[15]